# Eleccions legislatives neerlandeses de 1981
Les eleccions legislatives neerlandeses de 1981 se celebraren el 26 de maig de 1981, per a renovar els 150 membres de la Tweede Kamer. El partit més votat fou la Crida Demòcrata Cristiana (CDA) de Dries van Agt, qui formà un govern de coalició amb VVD que va caure al cap d'un any i es convocaren noves eleccions.

## Resultats
| ← Eleccions legislatives neerlandeses, 1981 → |                                                       |                    |           |      |        |
| Partit                                        | Partit                                                | Líder              | Vots      | %    | Escons |
|                                               | Crida Demòcrata Cristiana (CDA)                       | Dries van Agt      | 2.677.259 | 30,8 | 48     |
|                                               | Partit del Treball (PvdA)                             | Joop den Uyl       | 2.458.452 | 28,2 | 44     |
|                                               | Partit Popular per la Llibertat i la Democràcia (VVD) | Hans Wiegel        | 1.505.311 | 17,3 | 26     |
|                                               | Demòcrates 66 (D66)                                   | Jan Terlouw        | 961.121   | 11,1 | 17     |
|                                               | Partit Comunista dels Països Baixos (KPN)             | Marcus Bakker      | 178.292   | 2,1  | 3      |
|                                               | Partit Socialista Pacifista (PSP)                     | Fred van der Speck | 184.422   | 2,1  | 3      |
|                                               | Partit Polític dels Radicals (PPR)                    | Ria Beckers        | 171.324   | 2,0  | 3      |
|                                               | Partit Polític Reformat (SGP)                         | Henk van Rossum    | 171.042   | 2,0  | 3      |
|                                               | Federació Política Reformada (RPF)                    | Meindert Leerling  | 108.364   | 1,2  | 2      |
|                                               | Unió Política Reformada (GPV)                         | Gert Schutte       | 70.878    | 0,8  | 1      |
| Total                                         | Total                                                 |                    | 8.738.238 | 87,0 | 150    |